# Киянский, Виктор Владимирович
Ви́ктор Влади́мирович Кия́нский (род. 20 мая 1947г., п. Нефорощанка, Уральской области, КазССР) — академик МАНЭБ и МАЭ, профессор, доктор технических наук, депутат Верховного Совета Республики Казахстан 13-го созыва (1994–1995), председатель комиссии по вопросам охраны окружающей среды Mежпарламентской Ассамблеи государств-участников СНГ (1994-1995), депутат Мажилиса Парламента Республики Казахстан IV созыва (2007-2011), депутат Мажилиса Парламента Республики Казахстан V созыва (2012-2016).

## Биография
Родился 20 мая 1947 года в семье Киянского Владимира Фёдоровича и Киянской Анны Егоровны.
В 1965 году после окончания с серебряной медалью средней школы № 1 в г. Аксае поступил на химический факультет Ташкентского государственного университета, который окончил с отличием в 1970 году, получив квалификацию химика. В этом же году был призван в ряды Вооруженных сил СССР, где прослужил до 1972 года в звании лейтенанта.
С 1972 года после демобилизации из рядов Вооружённых Сил проработал 11 лет (по 1983 год) на приборостроительном заводе «Омега» в г.Уральске, начав с должности инженера ОТК, а затем начальника ЦЗЛ (центральная заводская лаборатория). Работая на указанном предприятии, поступил в аспирантуру Московского химико-технологического университета им. Д. И. Менделеева, после окончания которой в 1980 году защитил диссертацию и ему была присвоена учёная степень кандидата химических наук.
В 1983 года для работы над докторской диссертацией переводом перешёл в Западно-Казахстанский сельскохозяйственный институт, где проработал 1983 по 1994 год, начав с должности старшего научного сотрудника, а затем заведующего кафедрой химии и экологии. В 1990 г. в Государственном институте редкометаллической промышленности (ГИРЕДМЕТ) (г. Москва), защитил диссертацию по теме «Химические сенсоры в потенциометрии» и получил учёную степень доктора технических наук.
С 1992 по 1994 гг. избирался заместителем директора Научного центра водно-биологических проблем Западного отделения Национальной Академии наук Республики Казахстан.
В 1994 г. был избран депутатом Верховного Совета Республики Казахстан 13 созыва по государственному списку и в том же году, был избран председателем комиссии по вопросам охраны окружающей среды Mежпарламентской Ассамблеи государств-участников СНГ (г.Санкт-Петербург).
В 1995 году был избран профессором Западно-Казахстанского аграрного университета по кафедре химии и экологии.
С 1996 года являлся заместителем директора Западно-Казахстанского филиала АО «Национальный центр экспертизы и сертификации» и с 1997 года руководителем Западно-Казахстанского учебного центра экспертов-аудиторов Госстандарта Республики Казахстан.
С 1996 по 2000 годы являлся советником Акима Западно-Казахстанской области по вопросам науки и экологии. В 1998 году был доверенным лицом Назарбаева Н. А. по Западно-Казахстанской области на выборах Президента Республики Казахстан.
С 1997 по 2007 годы избирался членом Ассамблеи народа Казахстана, являлся заместителем председателя Западно-Казахстанской малой Ассамблеи народа Казахстана.
Является аттестованным экспертом-аудитором по системам менеджмента качества и экологического менеджмента ГСС Республики Казахстан.
Автор семи изобретений. За разработку микропроцессорного наномера удостоен серебряной медали ВДНХ в 1990 году.
Виктором Владимировичем Киянским опубликовано более 300 статьей в научных журналах, он является членом Союза Журналистов Казахстана и членом редакционных советов журналов «Деловой экологический Журнал» и «Менеджмент качества». Автор двенадцати книг, среди которых: «Менеджмент качества-философия конкурентоспособности», «Этика и психология в аудите систем менеджмента качества и экологического менеджмента», «Управление охраной окружающей среды по ИСО14001:2004 и интегрирование систем менеджмента», «Евразия. Америка. Качество», «Экология, или рок Приуралья» и др.
Академик МАНЭБ (Международная академия наук экологии, безопасности человека и природы (г.Санкт-Петербург)) и МАЭ (Международная академия экологии (г.Минск)).
С 2 сентября 2007 года по ноябрь 2011 года — депутат Мажилиса Парламента Республики Казахстан IV созыва, член Комитета по вопросам экологии и природопользования, депутатской фракции Народно-Демократической партии «Нур Отан».
В результате состоявшихся 15 января 2012 года парламентских выборов избран депутатом Мажилиса Парламента Республики Казахстан по списку Народно-Демократической партии «Нур Отан».  Являлся членом Комитета по вопросам экологии и природопользования депутатской фракции Народно-Демократической партии «Нур Отан» до завершения полномочий Мажилиса Парламента V созыва.

## Семья
Супруга — Киянская Ольга Михайловна (1949), дети : сын Станислав (1970), дочь Оксана (1974), внуки — Александра (1994), Артём (2002), Виктория (2010).

## Награды
- Медаль «10 лет независимости Республики Казахстан»(2001);
- Орден Достык (Казахстан) II степени (2002);
- Медаль «10 лет Конституции Республики Казахстан»(2005);
- Медаль «10 лет Парламенту Республики Казахстан» (2006);
- Медаль «10 лет Астане» (2008);
- Орден Парасат (2011);
- Медаль «Қазақстан халқы Ассамблеясының қоғамдық «Бірлік» алтын медалі»/«Золотая медаль "Единство" Ассамблеи народа Казахстана» (2014);
- Медаль «За укрепление парламентского сотрудничества» (26 ноября 2015 года, Межпарламентская ассамблея СНГ) — за особый вклад в развитие парламентаризма, укрепление демократии, обеспечение прав и свобод граждан в государствах — участниках Содружества Независимых Государств[1];
- Памятный знак «МПА СНГ. 25 лет» (27 марта 2017 года, Межпарламентская ассамблея СНГ) — за содействие в деятельности Межпарламентской Ассамблеи и её органов[2].